# Nordenstamia juninensis
Nordenstamia juninensis là một loài thực vật có hoa trong họ Cúc. Loài này được (H.Rob. & Cuatrec.) B.Nord. mô tả khoa học đầu tiên năm 2006.